# Madelief Blanken
Madelief Blanken (Utrecht, 5 juli 1989) is een Nederlands actrice.
Blanken speelt de hoofdrol in de speelfilm De Vliegenierster van Kazbek. Ze was eerder te zien in onder andere Man bijt hond, Onderweg Naar Morgen en De Daltons, de jongensjaren als Tessa, de vriendin van Erik.
Blanken was ook te zien in de jeugdserie SpangaS. In 2010 vertolkte ze de rol van Iris in de Nederlandse serie Flikken Maastricht.
Eind 2010 is zij te zien in de film Sint van Dick Maas en Feuten, een serie over het studentencorps, die wekelijks wordt uitgezonden door BNN.